# 279
El 279 (CCLXXIX) fou un any comú començat en dimecres del calendari julià.

## Esdeveniments
- L'emperador romà, Probe, venç els burgundis i els vàndals a Rètia i Pannònia.[1]
- Xina: conquesta de Wu per la dinastia Jin.[2]

## Necrològiques
- Rabí Yochanan[3]